# Belinț (gmina)
Belinț – gmina w Rumunii, w okręgu Temesz. W 2011 roku liczyła 3207 mieszkańców. Składa się ze wsi Babșa, Belinț, Chizătău oraz Gruni.